# Torchure
Torchure byla německá death metalová kapela založená v roce 1985 ve městě Uelzen v Dolním Sasku bratry Thorstenem (baskytara) a Andreasem Reissdorfovými (kytara).
V roce 1988 vyšla první demonahrávka Signs of Premonition, debutové studiové album s názvem Beyond the Veil bylo vydáno v roce 1992 pod hlavičkou německého vydavatelství 1MF Recordz.
Kapela má na svém kontě celkem dvě studiová alba. V roce 1992 bratři Reissdorfové zemřeli při autonehodě, kapela se rozpadla někdy kolem roku 1994.

## Diskografie
Dema
- Signs of Premonition (1988)
- Hellraiser (1990)
- Traces (1991)

Studiová alba
- Beyond the Veil (1992)
- The Essence (1993)

Kompilační alba
- The Demos (2019) – kolekce 2 CD obsahuje tři dema Signs of Premonition, Hellraiser, Traces a záznam Live in Essen Zeche z r. 1992